# Volutidae

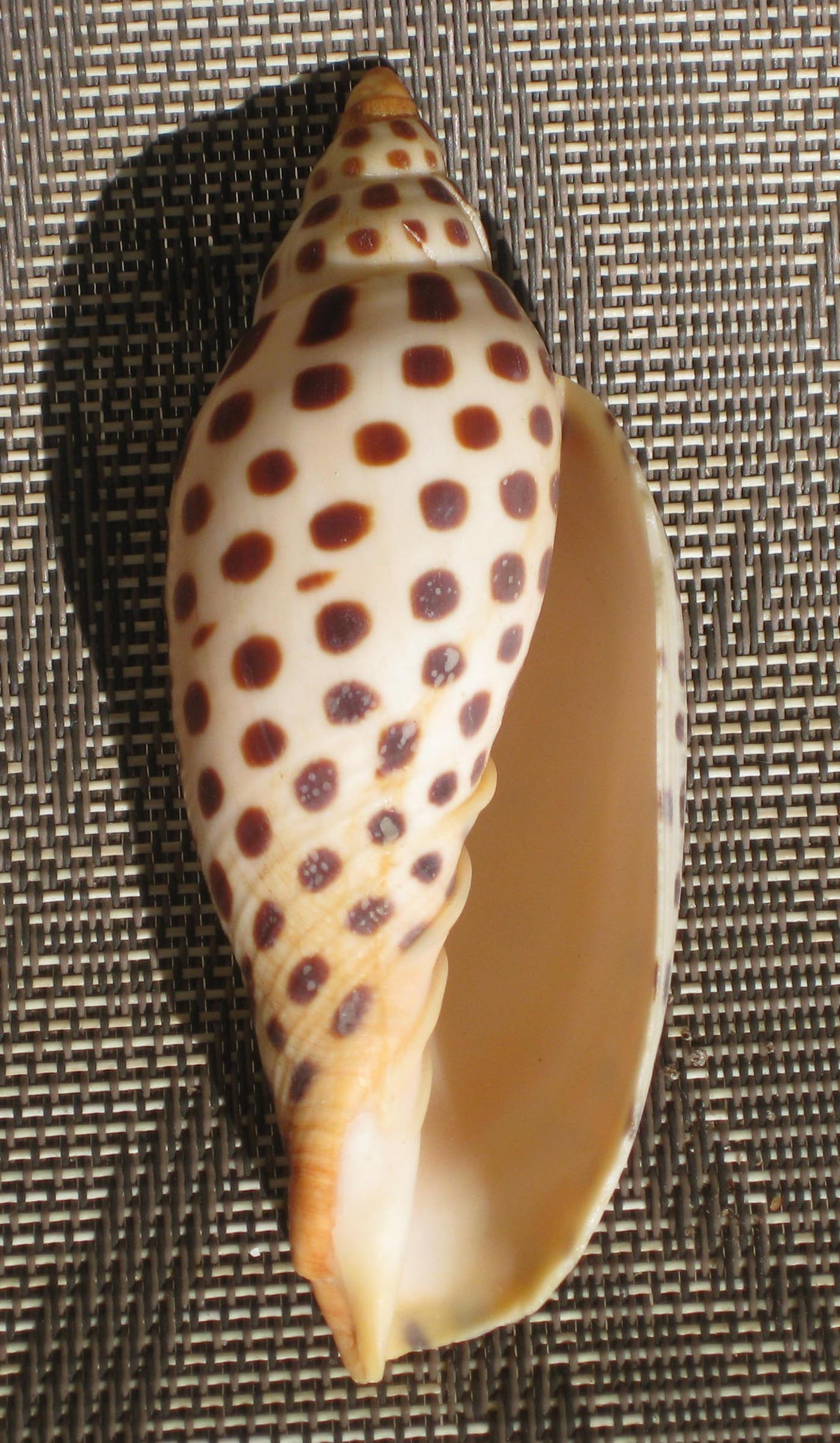
Scaphella junonia

Volutidae là một họ ốc trong liên họ Muricoidea. Các loài trong họ này có thiều dài vỏ từ 9 mm đến 500 mm.

## Phân họ và Tông
Ghi nhận theo Bail & Poppe (2001):
- Phân họ Amoriinae  Gray, 1857 
  - Tông Meloini  Pilsbry & Olsson, 1954 
  - Tông Amoriini Gray, 1857
- Phân họ Athletinae  Pilsbry & Olsson, 1954
- Phân họ Calliotectinae  Pilsbry & Olsson, 1954
- Phân họ Cymbiinae H. Adams & A. Adams, 1853 
  - Tông Adelomelonini  Pilsbry & Olsson, 1954 
  - Tông Alcithoini  Pilsbry & Olsson, 1954 
  - Tông Cymbiini  H. Adams & A. Adams, 1853 
  - Tông Livoniini  Bail & Poppe, 2001
  - Tông Odontocymbiolini  Clench & Turner, 1964 
  - Tông Zidonini  H. Adams & A. Adams, 1853
- Phân họ Fulgorariinae  Pilsbry & Olsson, 1954
- Phân họ Plicolivinae  Bpichet, 1990
- Phân họ Scaphellinae  Gray, 1857
- Phân họ Volutinae
  - Tông Lyriini Pilsbry & Olsson, 1954 
  - Tông Volutini  Rafinesque, 1815

## Các chi
- Adelomelon Dall, 1906
- Alcithoe H. Adams & A. Adams,1853
- Amoria Gray, 1855[2]
- Ampulla Röding, 1798
- Arctomelon Dall, 1915
- Callipara Gray, 1847
- Calliotectum Dall, 1890
- Cymbiola Swainson, 1831
- Cymbiolacca
- Cymbium Röding, 1798
- Enaeta H. Adams và A. Adams, 1853
- Ericusa H. Adams và A. Adams, 1858
- Festilyria Pilsbry & Olsson, 1954
- Fulgoraria Schumacher, 1817[3]
- Fusivoluta E. von Martens, 1902

- Harpovoluta Thiele, 1912
- Harpulina Dall, 1906
- Iredalina Finlay, 1926
- Leptoscapha Fischer, 1883
- Livonia Gray, 1855
- Lyria Gray, 1847
- † Mauira Marwick, 1943
- † Mauithoe Finlay, 1930
- Melo Broderip in Sowerby I, 1826

- † Metamelon Marwick, 1926
- Minicymbiola Klappenbach, 1979
- Miomelon Dall, 1907
- † Mitreola Swainson, 1833
- Nannamoria Iredale, 1929
- Nanomelon Leal & Bouchet, 1989
- Neptuneopsis Sowerby III, 1898
- Notopeplum Finlay, 1927
- Notavoluta Cotton, 1946
- Odontocymbiola Clench & Turner, 1964
- † Pachymelon Marwick, 1926
- Paramoria McMichael, 1960
- Plicoliva Petuch, 1979
- Provocator Watson,1882
- Scaphella Swainson, 1832
- Spinomelon Marwick, 1926

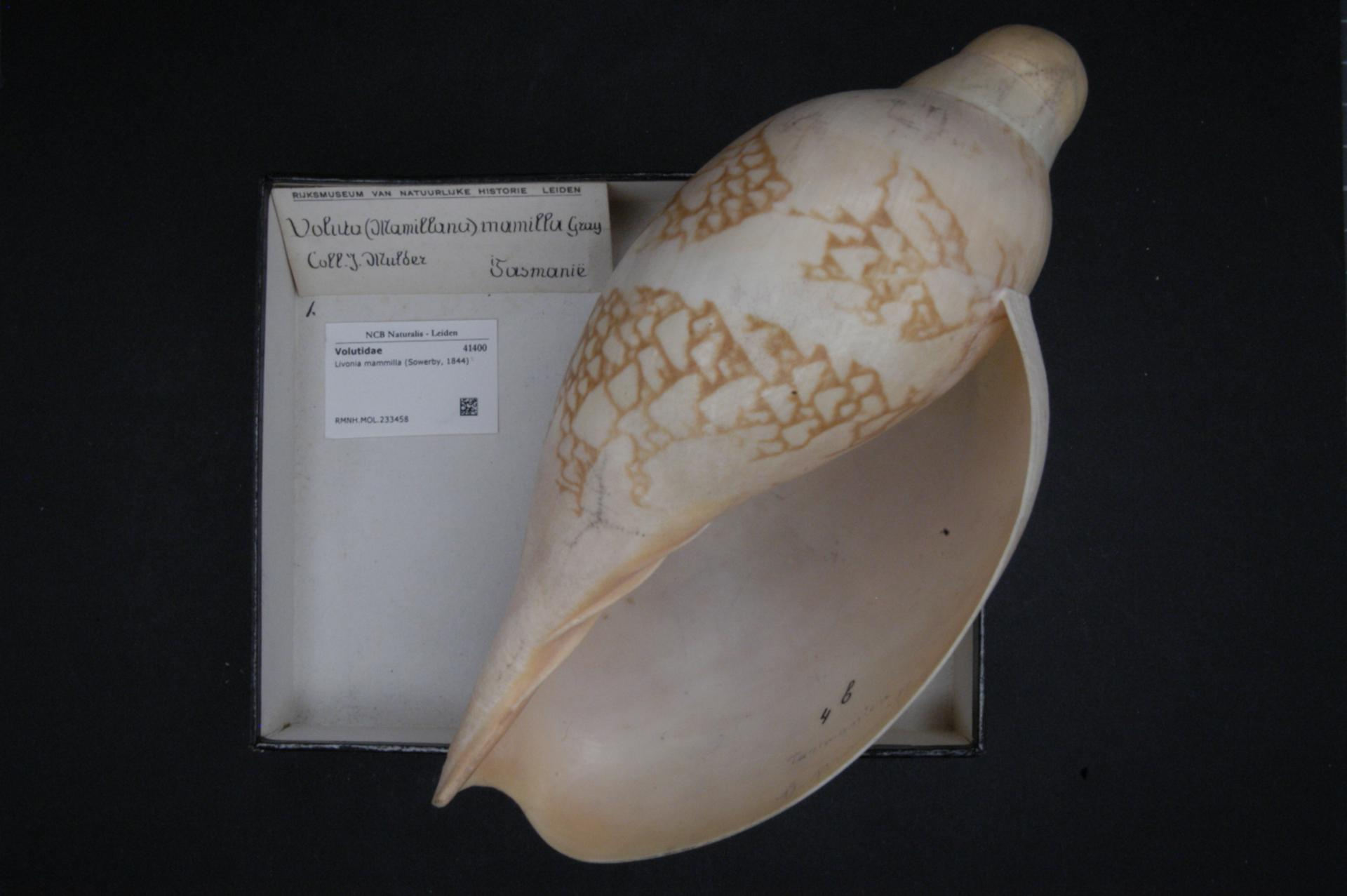
Livonia mammilla (Sowerby, 1844), museum specimen.

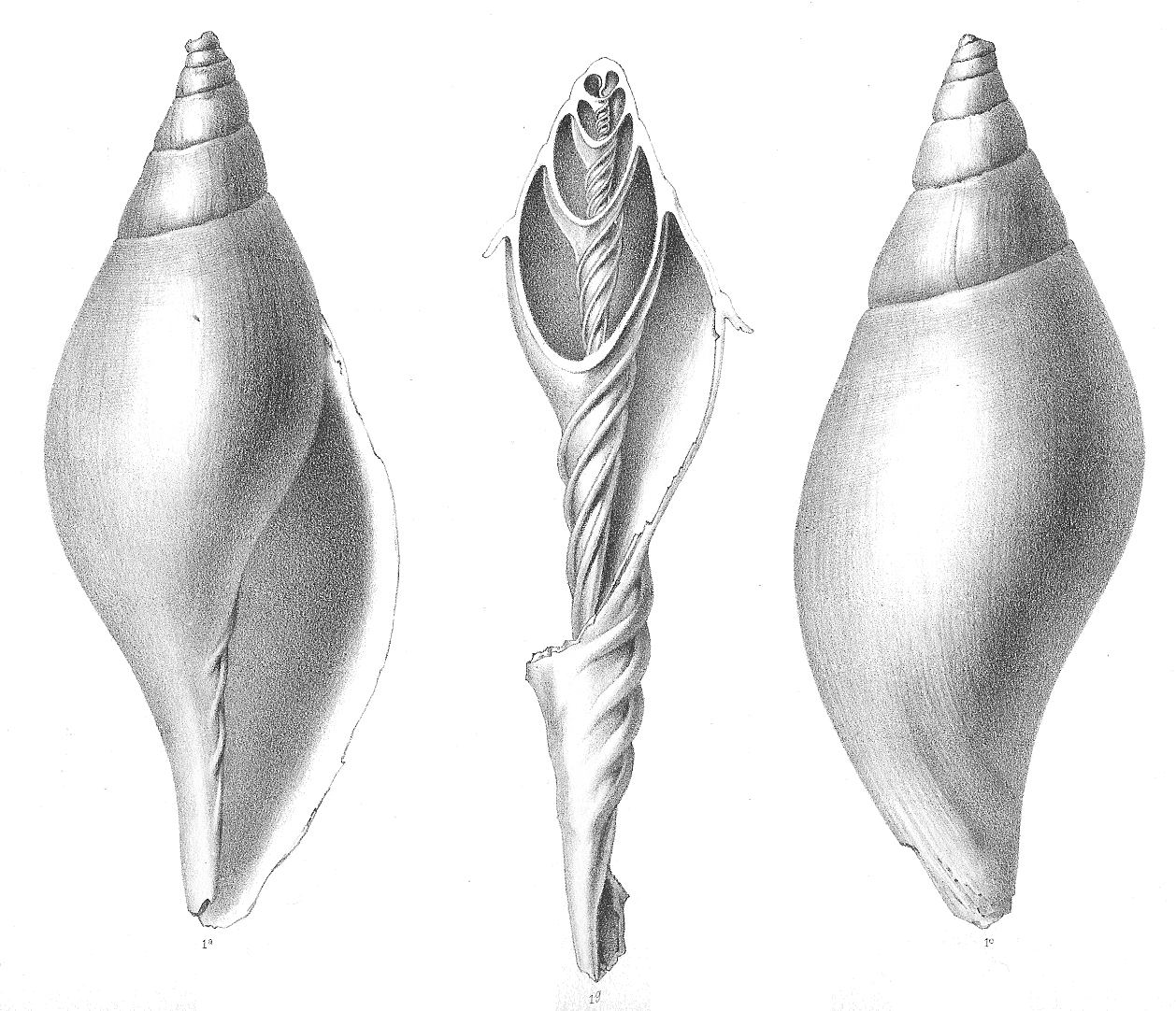
Two views of a shell of Scaphella lamberti, and in the center, a cut-down shell showing the folds on the columella

- Tenebrincola Harasewych & Kantor, 1991
- Teramachia
- Tractolira Dall, 1890
- Voluta Linnaeus, 1758
- Volutifusus Conrad, 1863
- Volutoconus Crosse, 1871
- Waihaoia Marwick, 1926
- Zygomelon Harasewych & Marshall,1995
- Zidona H. Adams và A. Adams, 1853